# Daewoo Espero
Daewoo Espero — автомобіль середнього класу корейської компанії Daewoo, розроблений на платформі GM J platform від Opel Ascona.
Випускався в Південній Кореї, Польщі, Румунії та Росії (в Ростові-на-Дону).

## Опис

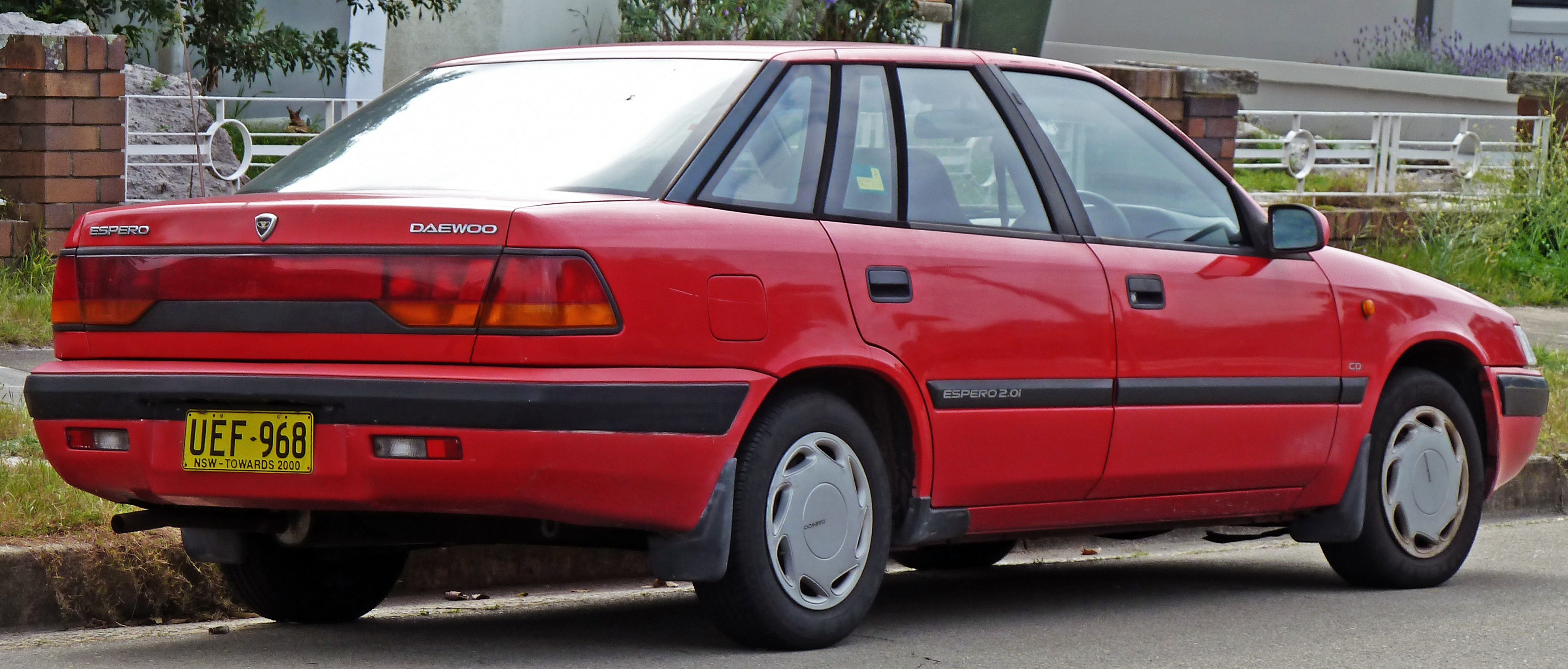
Daewoo Espero

Кузов автомобіля спроектований італійською фірмою Bertone і має велику схожість з Citroën XM, дизайн якого також відноситься до Бертоне. 
Автомобіль устатковувався запозиченим від GM двигуном 1,5 L 90 к.с., 1,8 95 к.с. або 2,0 L 105 к.с.
Британський ринок Британський імпорт Espero почався в січні 1995, разом з іншими бюджетними седаном (Nexia). Nexia був заснований на шасі Opel Kadett, а Espero був заснований шасі GM J-Type Platform. Цей фактор дозволив налагодити хороший збут у Великій Британії, завдяки її конкурентоспроможній ціні, просторому салону, багажного відділення, значним рівнями устаткування та всебічному післяпродажного пакету.
Крім цього, Espero також показав кілька недоліків, такі як застарілий дизайн інтер'єру, посередня економія палива і схильний до корозії кузов.

## Двигуни
Daewoo Espero оснащували трьома бензиновими двигунами: 1,5 л (90 к.с.), 1,8 л (95 к.с.) і 2,0 л (105 і 110 к.с.).
| Бензинові  |          |                  |             |                      |                          |
| Індекс     | Об'єм    | Система живлення | Клапани/ГРМ | Потужність при об/хв | Крутний момент при об/хв |
| Двигуни Р4 |          |                  |             |                      |                          |
| 1,5i 16V   | 1498 см³ | інжектор         | 16/DOHC     | 90 к. с./5400        | 131 Нм/3400              |
| 1,8i       | 1798 см³ | інжектор         | 8/SOHC      | 95 к. с./5400        | 140 Нм/3200              |
| 2,0i       | 1998 см³ | інжектор         | 8/SOHC      | 110 к. с./5400       | 145 Нм/3200              |